# Beetlejuice (franquia)
Beetlejuice é uma franquia de mídia de comédia de terror e fantasia sombria americana que se originou com o filme homônimo de 1988. A franquia gira em torno de uma entidade trapaceira e hedonista chamada Betelgeuse (em homenagem à segunda estrela mais brilhante na constelação de Orion; o nome é pronunciado e frequentemente escrito como "Beetlejuice") que pode ser invocado ou banido dizendo seu nome três vezes. A natureza precisa de Betelgeuse difere de acordo com o meio em que ele aparece. Ele foi descrito como um fantasma, um demônio e um monstro sobrenatural, com motivações que variam de um amor pelo caos a um desejo por companhia humana. Cada entrada na série envolve as interações de Betelgeuse com Lydia Deetz, uma jovem gótica e depressiva fascinada pelo "estranho e incomum". Nas várias entradas da franquia, a dupla foi apresentada como inimigos, melhores amigos ou aliados desconfortáveis.
O filme original foi um sucesso crítico e comercial, rendendo inúmeros prêmios e elogios. A franquia se expandiu com o lançamento de uma série de televisão animada (1989–1991), um musical teatral de 2018, vários videogames e uma eventual sequência, Beetlejuice Beetlejuice (2024).

## Filmes
| Filme                   | Data de lançamento nos EUA | Diretor    | Screenwriters                     | História de                                      | Produtores                                                             |
| ----------------------- | -------------------------- | ---------- | --------------------------------- | ------------------------------------------------ | ---------------------------------------------------------------------- |
| Beetlejuice             | 30 de março de 1988        | Tim Burton | Michael McDowell e Warren Skaaren | Michael McDowell & Larry Wilson                  | Michael Bender, Larry Wilson e Richard Hashimoto                       |
| Beetlejuice Beetlejuice | 6 de setembro de 2024      | Tim Burton | Alfred Gough & Miles Millar       | Alfred Gough & Miles Millar e Seth Grahame-Smith | Marc Toberoff, Dede Gardner, Jeremy Kleiner, Tommy Harper e Tim Burton |

## Lançamento e recepção

### Crítica especializada
| Film                    | Rotten Tomatoes      | Metacritic             | CinemaScore |
| ----------------------- | -------------------- | ---------------------- | ----------- |
| Beetlejuice             | 83% (117 avaliações) | 71/100 (19 avaliações) | B           |
| Beetlejuice Beetlejuice | 77% (349 avaliações) | 62/100 (61 avaliações) | B+          |

### Box office performance
| Filmes                  | Bilheteria bruta | Bilheteria bruta   | Bilheteria bruta | Orçamento    | Referências |
| Filmes                  | América do Norte | Outros territórios | Mundialmente     | Orçamento    | Referências |
| ----------------------- | ---------------- | ------------------ | ---------------- | ------------ | ----------- |
| Beetlejuice             | $74,493,906      | $618,753           | $75,112,659      | $15 million  | [ 6 ] [ 7 ] |
| Beetlejuice Beetlejuice | $278,446,600     | $145,200,000       | $423,646,600     | $100 milhões | [ 8 ] [ 9 ] |
| Totals                  | $352,940,506     | $145,818,753       | $498,759,259     | $115 milhões |             |